# Австрія на зимових Олімпійських іграх 2010
Австрія на зимових Олімпійських іграх 2010 представлена 80  спортсменами в 13 видах спорту.

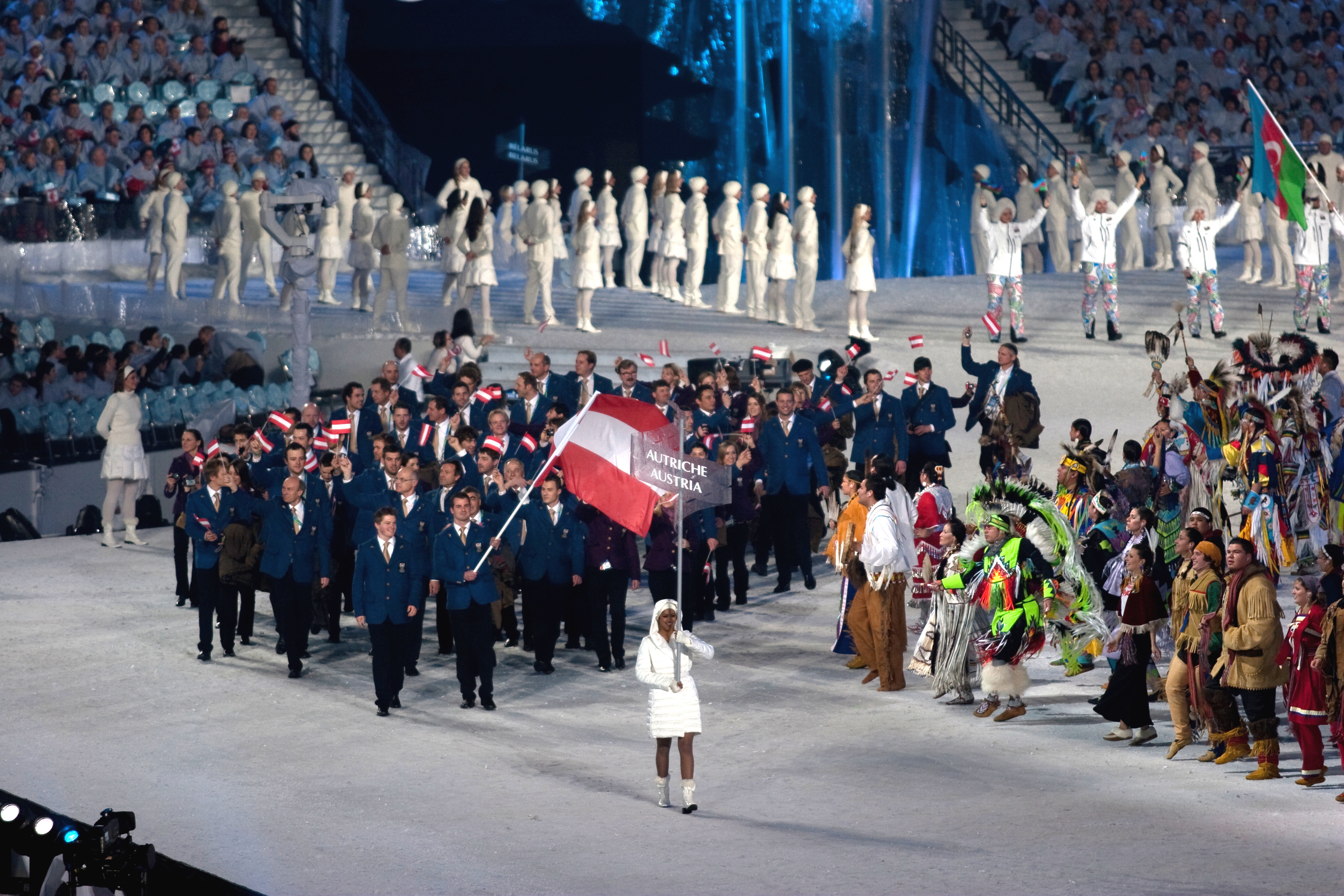
Збірна Австрії під час Параду націй на церемонії відкриття Олімпіади

## Медалісти
Золото
| Золото |                                                                          |                                               |
| №      | Спортсмени                                                               | Вид спорту (дисципліна)                       |
| 1      | Андреас Лінгер та Вольфганг Лінгер                                       | Санний спорт, двійки                          |
| 2      | Андреа Фішбахер                                                          | Гірськолижний спорт (супергігантський слалом) |
| 3      | Вольфганг Лойтцль, Андреас Кофлер, Томас Моргенштерн, Грегор Шліренцауер | Стрибки з трампліна, командні змагання        |
| 4      | Бернгард Ґрубер, Давид Крайнер, Фелікс Готтвальд, Маріо Штехер           | Лижне двоборство (естафета)                   |

Срібло
| Срібло |                                                                  |                                              |
| №      | Спортсмени                                                       | Вид спорту (дисципліна)                      |
| 1      | Кристоф Зуман                                                    | Біатлон (гонка переслідування)               |
| 2      | Ніна Райтмаєр                                                    | Санний спорт                                 |
| 3      | Андреас Матт                                                     | Фристайл (скікрос)                           |
| 4      | Марліс Шильд                                                     | Гірськолижний спорт, слалом                  |
| 5      | Беньямін Карл                                                    | Сноубординг (гігантський паралельний слалом) |
| 6      | Сімон Едер, Кристоф Зуман, Данієль Мезотіч, Домінік Ландертінгер | Біатлон (чоловіча естафета)                  |

Бронза
| Бронза |                    |                                                |
| №      | Спортсмени         | Вид спорту (дисципліна)                        |
| 1      | Грегор Шліренцауер | Стрибки з трампліна, нормальний трамплін       |
| 2      | Елізабет Гергл     | Гірськолижний спорт: швидкісний спуск          |
| 3      | Грегор Шліренцауер | Стрибки з трампліна, великий трамплін трамплін |
| 4      | Елізабет Гергл     | Гірськолижний спорт, гігантський слалом        |
| 5      | Бернгард Ґрубер    | Лижне двоборство (великий трамплін + 10 км)    |
| 6      | Маріон Крайнер     | Сноубординг ( паралельний гігантський слалом)  |